# قائمة متاحف الكويت

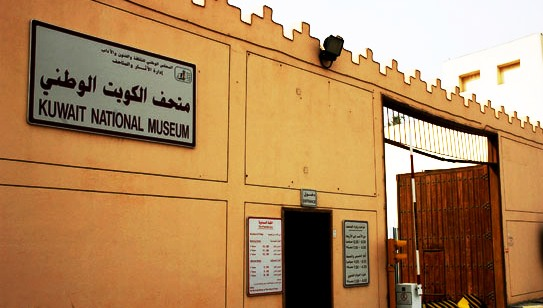
متحف الكويت الوطني

هذه قائمة المتاحف في دولة الكويت.

## القائمة
- متحف بيت العثمان
- المتحف البحري
- متحف الفن الحديث[1][2]
- مدينة متحف السيارات
- المركز الكويتي الأمريكي الثقافي[3][4]
- متحف طارق رجب
- متحف سيف مرزوق الشملان
- متحف العجيري الفلكي[5][6][7][8]
- بيت ديكسون
- متحف محمد الشيباني[9]
- متحف طارق رجب للخط الإسلامي (دار جيهان)
- متحف حديقة الشهيد[10]
- بيت المرايا
- متحف تاريخ التعليم (مدرسة المباركية)[11]
- القصر الأحمر
- مركز اليرموك الثقافي[12]
- بيت الكويت للأعمال الوطنية
- متحف شرطة الكويت[13]
- بيت القرين
- متحف العصفور[14]
- قرية يوم البحار
- متحف سعود الطريجي[15]
- المتحف العلمي التربوي
- مركز المدرسة القبلية الثقافي[16]
- الهاشمي 2
- كشك مبارك
- بيت السدو[17]
- بيت البدر[7][18][19]
- متحف الكويت الوطني
- مركز كاظمة الثقافي[20]
- مركز عبد العزيز حسين الثقافي[21]
- المركز العلمي
- معرض شركة نفط الكويت[22]
- قرية فيلكا التراثية
- متحف حامد الفزيع
- متحف بنك الكويت الوطني[23][24]
- متحف الطريجي
- متحف القوات الجوية الكويتية
- بيت لوذان